# Hardap
Hardap est l’une des quatorze régions administratives de la Namibie. Sa capitale est Mariental.